# Dark Wings of Steel
Dark Wings of Steel je desáté studiové album italské powermetalové hudební skupiny Rhapsody of Fire. Vydáno bylo 22. listopadu 2013 společností AFM Records a jedná se o první studiové album, na kterém se nepodílel hlavní skladatel a kytarista Luca Turilli, jenž skupinu opustil v roce 2011. Texty napsal zpěvák Fabio Lione a hudbu složili klávesista Alex Staropoli a jeho bratr Manuel Staropoli.

## Seznam skladeb
Hudbu složil(i) Alex Staropoli a Manuel Staropoli, texty napsal(i) Fabio Lione.
| Pořadí         | Název                     | Délka |
| -------------- | ------------------------- | ----- |
| 1.             | Vis Divina                | 1:29  |
| 2.             | Rising From Tragic Flames | 6:16  |
| 3.             | Angel of Light            | 7:05  |
| 4.             | Tears of Pain             | 6:27  |
| 5.             | Fly to Crystal Skies      | 5:13  |
| 6.             | My Sacrifice              | 8:05  |
| 7.             | Silver Lake of Tears      | 5:00  |
| 8.             | Custode di Pace           | 5:07  |
| 9.             | A Tale of Magic           | 4:18  |
| 10.            | Dark Wings of Steel       | 5:51  |
| 11.            | Sad Mystic Moon           | 4:37  |
| Celková délka: | Celková délka:            | 59:31 |

## Obsazení
- Fabio Lione – zpěv
- Roberto De Micheli – kytara
- Oliver Holzwarth – basová kytara
- Alex Staropoli – klávesy
- Alex Holzwarth – bicí